# الشراكة الدولية لتغير المناخ
الشراكة الدولية لتغير المناخ (بالإنجليزية: International Climate Change Partnership)‏ التي تُعرف اختصاراً بـICCP، هو تحالف عالمي يتكون من شركات ومجموعات تجارية ملتزمة بالمشاركة البناءة في عملية صنع السياسات الدولية بشأن تغير المناخ.